# Наглядати й карати
Наглядати й карати (фр. Surveiller et punir, англ. Discipline and Punish)  — найвідоміша праця французького філософа Мішеля Фуко, яка вийшла друком французькою мовою у 1975 році у видавництві Gallimard. Повна назва книги «Наглядати й карати: народження в'язниці» (фр. Surveiller et punir: Naissance de la pris, англ. Discipline and Punish: The Birth of the Prison). Перший переклад книги українською мовою вийшов друком у 1998 році у видавництві «Основи» у перекладі Петра Таращука.

## Передісторія написання
Написанню книги передувала тривала громадська протестна діяльність, а після — дослідницька робота автора. 8 лютого 1971 року Мішель Фуко оголосив про створення Групи інформації про в'язниці, метою якої було дозволити в'язням повідомляти про умови їхнього утримання. Внаслідок численних публікацій у липні цього ж року у в'язницях було дозволено користуватися радіо і пресою.
1 травня 1971 р. Мішеля Фуко і Жан Марі Доменака було арештовано біля воріт паризькій в'язниці «Санте», де вони роздавали листівки із закликом до влади знищити криміналістичні досьє в'язнів. 27 листопада 1971 р. він бере участь у мирній демонстрації на розі вулиць Полонсо і Гут-Д'Ор у Парижі із закликом до мешканців робітничих кварталів столиці вимагати від влади подальшої гуманізації закладів каральної системи. Серед демонстрантів також був його колега Жан-Поль Сартр, спільний виступ якого разом з Фуко увійшов в історію завдяки серії фотографій.
У листопаді 1972 р. Мішель Фуко разом з Сержем Лівзоре також організував Комітет дій в'язнів (CAP). У 1977 р. Фуко спільно з колегами Жаком Дерріда і Луї Альтюссером скерували петицію до парламентської комісії, яка обговорювала реформу Кримінального кодексу Франції.

## Концепція книги
У книзі проаналізовано соціальні та теоретичні механізми змін, які відбулися у системі покарань західних країн у модерну епоху на основі аналізу історичних процесів та матеріалів Франції. Фуко стверджує, що в'язниця не стала визначальною формою покарання лише через гуманітарні проблеми реформаторів. Він простежує культурні зрушення, які призвели до панування в'язниці через тіло і владу. В'язниці використовують «нагляд» — нові технологічні сили, які також можна віднайти, за словами Фуко, у таких місцях, як школи, лікарні та військові казарми.
Внаслідок загального поширення у новітню епоху контролю, реєстрації, нагляду і решти дисциплінарних методів задля суспільної безпеки саме суспільство дедалі більше скидається на в'язницю, яка править йому за своєрідне ідеалізоване відображення.
Основні ідеї книги «Наглядати й карати» можна згрупувати у чотири основні частини: катування, покарання, дисципліна і в'язниця.

### Правила дослідження
Мішель Фуко сформулював чотири основні правила свого дослідження:
- покарання необхідно розглядати як складну суспільну функцію;
- каральні методи — суть техніки, яка володіє власною специфікою у більш загальному колі інших методів реалізації влади; покарання таким чином виступає певною політичною тактикою;
- історія кримінального права та історія гуманітарних наук мають загальну «епістемолого-юридичну» матрицю; технологія влади повинна бути встановлена в основу як гуманізація кримінального права, так і пізнання людини;
- поява «душі» в сфері кримінального правосуддя, пов'язана із впровадженням у судову практику корпусу «наукового» знання є наслідком перетворення способу контролю над тілом як такого відносинами влади.

## Гуманізація покарання
У результаті вивчення історії питання Фуко доходить висновку, що протягом менше як століття — від середини XVIII до першої третини XIX ст. — втрачає популярність та відходить у небуття практика публічних страт із застосуванням тортур. Автор пояснює цю обставиною так званою «гуманізацією» покарання.
|  | Пом'якшення суворості кар протягом останніх сторіч - феномен, добре відомий історикам права. Цей феномен уже давно набув глобального характеру і має кількісну природу: менше жорстокості, менше страждань, більше милосердя, більше поваги, більше людяності. Фактично, ці зміни супроводила й зміна самого суб'єкта карної дії. |

За декілька десятиріч відійшло в минуле катоване, розчленоване, покалічене тіло з символічним клеймом на плечі чи обличчі, виставлене живцем або мертве на публічний огляд. Тіло перестало бути головною мішенню карних утисків.
|  | Наприкінці XVIII - на початку XIX ст., незважаючи на кілька великих спалахів, лихослівне свято покарання мало-помалу згасало. В цьому перетворенні можна добачати два процеси. Кожен процес має свої хронологічні межі і свій сенс існування. З одного боку, ми бачимо, як тьмяніє каральний спектакль... Покарання мало-помалу перестало бути сценою. Всі його елементи, які могли мати видовищний характер, надалі були позначені неґативним тавром; із плином часу функції каральної церемонії немов ставали дедалі незбагненніші, з'явилася думка, що ритуал, який "завершує" злочин, має з ним підозрілу спорідненість: рівняється до нього, а то й перевершує його дикістю, призвичаює глядачів до жорстокості, від якої нібито мав відвертати, переконує їх у поширеності злочинів, уподібнює ката до злочинця, суддів до вбивць, міняє останньої миті ролі, обертає катованого на об'єкт жалю чи захоплення. |

Таким чином, на думку Мішеля Фуко, покарання почало перетворюватись на найприхованішу частину кримінального процесу. Ця нова тенденція мала численні наслідки: покарання вийшло за межі царини мало не повсякденного сприймання, ввійшовши до царини абстрактного усідомлення; ефективність покарання стали вимірювати його неминучістю, а не очевидною інтенсивністю; від злочину тепер мав відвертати не колишній театр страхіть, а впевненість, що кари не вдасться уникнути; змінився механізм, унаслідок якого кара забезпечувала повчання. Відтоді правосуддя не бере на себе обов'язку прилюдно чинити насильство, нерозривно пов'язане з функціями правосуддя.
Скасування тортур означає кінець видовища, до того ж це відмова карати тіло. Тіло тепер виступає лише як своєрідний інструмент чи посередник: якщо діяти на тіло, запроторивши його до в'язниці, де воно змушене працювати, то тільки для того, щоб позбавити індивіда свободи, яку трактують водночас і як право, і як добро. Згідно з такою карною системою, тіло потрапляє в систему примусу та обмежень, обов'язків і заборон. Фізичне страждання, біль, яке відчуває саме тіло, вже не становить головного елемента кари. Покарання тепер уже не мистецтво завдавати нестерпних мук, а ощадливе дозування тимчасово відібраних прав.
На зміну кату, цьому прямому анатому страждання, приходить ціла армія фахівців: наглядачі, лікарі, в'язничні священики, психіатри, психологи, вихователі.

## Нові правила покарання
Фуко окреслив декілька основних правил, на яких базувалася нова «семіотична техніка влади здійснювати покарання»:
- 1) правило мінімальної кількості: з ідеєю злочину пов'язувалася ідея радше втрат, аніж переваг;
- 2) правило достатньої ідеальності: основу ідеї покарання має виступати не стільки дійсне відчуття болю, скільки ідея болю;
- 3) правило незворотних наслідків: покарання повинно здійснювати найбільший вплив на тих, хто ще не здійснив провини;
- 4) правило абсолютної достовірності: думка про будь-який злочин та очікуваної користі від нього повинна бути нерозривно пов'язана з думкою про покарання і його результат — закони повинні бути цілком зрозумілими і доступними для будь-кого;
- 5) правило загальної істини: верифікація злочинів повинна відповідати критеріям, загальним для будь-якої істини — звідси, зокрема, ідея «презумпції невинності» — науковий доказ органів відчуття та здорового глузду, що в комплексі повинні формувати «глибинне переконання» судді;
- 6) правило оптимальної специфікації: необхідна вичерпна й чітка кодифікація злочинів і покарань, що у її кінцевій меті завжди має індивідуальне вираження.

## Переклади українською
- Фуко М. Наглядати й карати. Пер. з французької П. Таращук — К.: Основи, 1998. — 392 с.
- Фуко М. Наглядати й карати. Пер. з французької П. Таращук — Київ: Комубук, 2020 (перевидання)[4]